# 70 př. n. l.

## Narození
- 15. říjen – Publius Vergilius Maro
- Kleopatra Thea Filopatór – druhá dcera egyptského krále Ptolemaia XI. (vročení nejisté viz 69 př. n. l.)

## Hlavy států
- Pontus – Mithridatés VI. Pontský (doba vlády asi 120 př. n. l. – 63 př. n. l.)[1]
- Parthská říše – Sinatrukés? (78/77 – 71/70 př. n. l.) » Fraatés III. (71/70 – 58/57 př. n. l.)
- Egypt – Ptolemaios XII. Neos Dionýsos (80 – 51 př. n. l.)
- Čína – Suan-ti (dynastie Západní Chan)
- starověká Arménie – Tigranés Veliký (doba vlády 95 př. n. l. – 55. př. n. l.)[2]